# Brachycope du Congo
Brachycope anomala
Genre
Espèce
Statut de conservation UICN

 LC  : Préoccupation mineure

Le Brachycope du Congo (Brachycope anomala), aussi connu en tant que Travailleur à queue courte, est une espèce de passereaux de la famille des Ploceidae, la seule du genre Brachycope.

## Répartition
Cet oiseau peuple les rivages du bassin du Congo.